# Leila Abouzeid
Leila Abouzeid, aussi orthographié Layla Abu Zayd, (en arabe : ليلة أبو زيد), née en 1950 à El Ksiba, est une journaliste et autrice marocaine.
Écrivant en arabe, elle est la première écrivaine marocaine dont les œuvres sont traduites et publiées en anglais.

## Biographie
Leila Abouzeid écrit avoir vu son père, quand elle était enfant, arrêté et torturé par les autorités françaises. Elle nourrit dès lors une forte aversion pour le français, la langue de l'ancienne puissance coloniale. Elle utilise l'anglais, une langue plus neutre dans l'histoire du Maroc, qu'elle a appris plus tard, pour traduire ses livres et communiquer avec le monde occidental.
Elle anime une des premières émissions de radio en arabe au Maroc, où jusqu'alors les émissions étaient essentiellement animées en français, la langue des affaires et de l'ancienne puissance coloniale. Pour les besoins de son émission, elle n'hésite pas à traduire des textes en arabe pour en faire lecture.
Le premier livre qu'elle publie en 1980 s'intitule Am Al-Fiil (عام الفيل) en français : « Année de l'éléphant ». Il est traduit en anglais en 1990, et seulement en 2005 en français. Ce roman raconte le parcours d'une femme dans les années suivant l'indépendance. Son œuvre aborde particulièrement les questions de la condition et de l'émancipation des femmes au Maroc.